# Palmersheim
Palmersheim is een plaats in de Duitse gemeente Euskirchen, deelstaat Noordrijn-Westfalen, en telt 1069 inwoners.